# 키스 키스 뱅뱅
《키스 키스 뱅뱅》(영어: Kiss Kiss Bang Bang)은 미국에서 제작된 셰인 블랙 감독의 2005년 네오누아르 블랙 코미디 범죄 영화이다. 로버트 다우니 주니어, 밸 킬머, 미셸 모너핸 등이 출연하였고, 조엘 실버 등이 제작에 참여하였다. 대본은 브렛 핼리데이의 소설 "Bodies Are Where You Find Them"에 일부 기초하였다.
2004년 2월 24일부터 5월 3일까지 로스앤젤레스에서 촬영된 이 영화는 2005년 5월 14일 제58회 칸 영화제에서 전 세계 최초로 상영되었으며 2005년 10월 21일 미국에서 개봉되었다. 비평가들로부터 긍정 평가를 받았다.

## 출연
- 로버트 다우니 주니어
- 밸 킬머
- 미셸 모너핸
  - 에리얼 윈터
- 코빈 번슨
- 대시 마이혹
- 래리 밀러
- 록먼드 던바
- 섀넌 소서먼
- 앤절라 린드볼
- 로런스 피시번 (크레디트 미기재)

## 기타 제작진
- 공동 제작: 캐리 모로
- 협력 제작: 제시카 앨런
- 배역: 메리 게일 아츠, 바버라 코언
- 미술: 에런 오즈번
- 세트: 지니 건
- 의상: 크리스토퍼 J. 크리스토프